# Инхэ
Инхэ (кит. 潁河)— река на востоке Китая, левый и самый длинный приток реки Хуайхэ. В нижнем течении носит название Шахэ. Длина реки — 561 км, площадь водосборного бассейна — 36 651 км². Течение преимущественно равнинное, режим муссонный с летним половодьем. Используется главным образом для орошения. В бассейне Инхэ расположены города Чжоукоу, Чжэнчжоу, Жучжоу, Цзешоу, Фуян, Иншан.